# Мауден
Мауден (њем. Mauden) општина је у њемачкој савезној држави Рајна-Палатинат. Једно је од 119 општинских средишта округа Алтенкирхен (Вестервалд). Према процјени из 2010. у општини је живјело 118 становника. Посједује регионалну шифру (AGS) 7132068.

## Географски и демографски подаци
Мауден се налази у савезној држави Рајна-Палатинат у округу Алтенкирхен (Вестервалд). Општина се налази на надморској висини од 400 метара. Површина општине износи 1,7 km². У самом мјесту је, према процјени из 2010. године, живјело 118 становника. Просјечна густина становништва износи 68 становника/km².